# اريك دالتون
اريك دالتون (2 ديسمبر 1906 بديربان في جنوب أفريقيا - 3 يونيو 1981) (بالإنجليزية: Eric Dalton)‏ هو لاعب كريكت جنوب أفريقي. شارك مع منتخب جنوب أفريقيا الوطني للكريكت.

## وصلات خارجية
- اريك دالتون على موقع إي آس بي آن كريك إنفو (الإنجليزية)